# 30 مارس
- السبت
- الأحد
- الاثنين
- الثلاثاء
- الأربعاء
- الخميس
- الجمعة

- 11 رمضان 1446  هـ
- 22 رمضان 1446  هـ
- 33 رمضان 1446  هـ
- 44 رمضان 1446  هـ
- 55 رمضان 1446  هـ
- 66 رمضان 1446  هـ
- 77 رمضان 1446  هـ
- 88 رمضان 1446  هـ
- 99 رمضان 1446  هـ
- 1010 رمضان 1446  هـ
- 1111 رمضان 1446  هـ
- 1212 رمضان 1446  هـ
- 1313 رمضان 1446  هـ
- 1414 رمضان 1446  هـ
- 1515 رمضان 1446  هـ
- 1616 رمضان 1446  هـ
- 1717 رمضان 1446  هـ
- 1818 رمضان 1446  هـ
- 1919 رمضان 1446  هـ
- 2020 رمضان 1446  هـ
- 2121 رمضان 1446  هـ
- 2222 رمضان 1446  هـ
- 2323 رمضان 1446  هـ
- 2424 رمضان 1446  هـ
- 2525 رمضان 1446  هـ
- 2626 رمضان 1446  هـ
- 2727 رمضان 1446  هـ
- 2828 رمضان 1446  هـ
- 2929 رمضان 1446  هـ
- 301 شوال 1446  هـ
- 312 شوال 1446  هـ
- 13 شوال 1446  هـ
- 24 شوال 1446  هـ
- 35 شوال 1446  هـ
- 46 شوال 1446  هـ

30 مارس أو 30 آذار أو يوم 30 \ 3 (اليوم الثلاثون من الشهر الثالث) هو اليوم التاسع والثمانون (89) من السنة البسيطة، أو اليوم التسعون (90) من السنوات الكبيسة وفقًا للتقويم الميلادي الغربي (الغريغوري). يبقى بعده 276 يوما لانتهاء السنة.

## أحداث
- 598 - قبائل الآفار أوراسيا ترفع الحصار عن معقل البيزنطية كونستانتسا. زعيمهم بيان الأول يتراجع شمال نهر الدانوب.
- 818 - رحيل آلاف الأندلسيين من قرطبة بعد فشل ثورتهم ضد حكم الأمير الحكم بن هشام الذي بطش بالثوار وهدم منازلهم وشردهم في الأندلس فاتجهت جماعة منهم تبلغ ما يقارب 15 ألف إلى مصر ثم ما لبثوا أن غادروها إلى جزيرة كريت سنة 212 هـ - وأسسوا بها إمارة أقريطش التي استمرت زهاء قرن وثلث.
- 1282 - شعب صقلية يتمرد ضد آل أنجو الكابيتيون والملك كارلو الأول ملك نابولي، في ما أصبح معروفا باسم حرب صلاة الغروب الصقلية.
- 1296 - إدوارد الأول ملك إنجلترا يعزل مدينة بيرويك أبون تويد، خلال النزاع المسلح بين اسكتلندا وإنجلترا.
- 1807 - وصول الحملة الإنجليزية على مصر بقيادة ألكسندر ماكنزي-فريزر إلى مدينة رشيد.
- 1814 - بريطانيا تدخل مع بقية الدول الحليفة إلى باريس بعد هزيمة نابليون بونابرت.
- 1822 - إنشاء ولاية فلوريدا في الولايات المتحدة.
- 1841 - تأسيس البنك الوطني لليونان في أثينا.
- 1842 - الطبيب الأمريكي كروفورد لونغ يستعمل المخدر في العمليات الجراحية لأول مرة.
- 1856 - عقد معاهدة صلح أنهت حرب القرم بين روسيا من جهة وإنجلترا وفرنسا والدولة العثمانية من جهة أخرى.
- 1858 - عزل السلطان بهادر شاه عن الحكم في الهند، وكان آخر سلاطين الدولة الإسلامية التي حكمت الهند، وبعزله انتهى الحكم الإسلامي في الهند بعد أن استمر فيها ثمانية قرون ونصف قرن.
- 1863 - اختيار الأمير الدنماركي فيلهيلم غيورغ باسم جورج الأول ملك اليونان ملكا على اليونان.
- 1867 - أمريكا تشتري ولاية ألاسكا من الإمبراطورية الروسية بمبلغ 2.7 مليون دولار، وتمت إجراءات نقل الملكية في 18 أكتوبر من العام نفسه.
- 1870 - إجراء تعديل في الدستور الأمريكي منح بموجبه الأمريكيون الأفارقة حق التصويت.
- 1889 - الانتهاء من بناء برج إيفل في العاصمة الفرنسية باريس.
- 1907 - بدء إنتاج الطائرات في أول مصنع في فرنسا أسسه الإخوان غابريال وشارل فوازان في عام 1906.
- 1912 - سلطان المغرب مولاي عبد الحفيظ يعترف بالحماية الفرنسية على بلاده.
- 1930 - الجنرال الإيطالي رودولفو غراتسياني يصل إلى ليبيا كحاكم عسكري لها.
- 1937 - اليابان تشكل حكومة جديدة في مدينة «نانكينج» العاصمة الصينية آنذاك.
- 1949 - حسني الزعيم يقود أول انقلاب عسكري في سوريا ضد الرئيس شكري القوتلي ورئيس الحكومة خالد العظم
- 1955 - المملكة المتحدة تنضم إلى حلف بغداد وتوقع معاهدة مع العراق.
- 1966 - الحكومة الفرنسية تخطر الولايات المتحدة بأن القواعد الأمريكية في فرنسا يجب إغلاقها في غضون 12 شهرًا.
- 1968 - صدور «بيان 30 مارس» كوثيقة دستورية في مصر.
- 1971 -
  - اغتيال نائب رئيس مجلس قيادة الثورة في العراق حردان التكريتي أمام المستشفى الأميري في الكويت على يد فتيان العاني.
  - صدور قرار مجلس الوزراء بتحويل جامعة الملك عبد العزيز الأهلية في السعودية إلى جامعة حكومية.
- 1972 - الثوار الفيتناميون الشماليون يقومون بهجوم كاسح نحو الجنوب ضد القوات الأمريكية والقوات الفيتنامية الموالية للولايات المتحدة.
- 1976 - انتفاضة فلسطينية داخل الخط الأخضر تؤدي إلى استشهاد ستة فلسطينيين.
- 1979 - حوالي مائة في المائة من الإيرانيين يؤيدون في استفتاء إقامة جمهورية إسلامية في إيران.
- 1981 - نجاة الرئيس الأمريكي رونالد ريغان من محاولة اغتيال بعد أن أطلق جون هينكلي جونيور الرصاص عليه وأدى ذلك إلى إصابته في رئته.
- 1986 - العثور على 2145 قطعة من العملة الإسلامية داخل سور أثري في «مدينة منقبا» بأسيوط.
- 1989 -
  - الدورة العشرين للمجلس الوطني الفلسطيني توافق بالإجماع على اختيار ياسر عرفات رئيسًا لدولة فلسطين.
  - الملك فهد بن عبد العزيز والرئيس محمد حسني مبارك يفتتحان في القاهرة «مركز فهد بن عبد العزيز لعلاج القصور الكلوي وجراحته».
- 1990 - اشتعال حريق متعمد في أكبر مركز إسلامي في بوسطن بالولايات المتحدة.
- 1991 - إلغاء التمييز العنصري في جنوب أفريقيا.
- 1997 - وزراء خارجية الدول العربية يتفقون في القاهرة على تجميد العلاقات السياسية والتجارية مع حكومة بنيامين نتنياهو في إسرائيل وذلك ردًا على سياسة الأخيرة في مجال الاستيطان وتهويد القدس الشرقية.
- 2011 - المجلس الأعلى للقوات المسلحة في مصر يصدر إعلانًا دستوريًا بعد إعلان نتيجة الاستفتاء على التعديلات الدستورية الذي تم في 19 مارس.
- 2014 -
  - الخطوط الجوية الماليزية تعلن أن الآثار التي أعلنت عنها سابقا لا تنتمي للرحلة 370 المفقودة.
  - لاعب الشطرنج الهندي وبطل العالم السابق فيشفاناثان أناند يفوز في دورة المترشحين لسنة 2014، ويترشح للمباراة النهائية ضد حامل اللقب النرويجي ماغنوس كارلسن.
- 2015 -
  - فوز إسلام كريموف بالانتخابات الرئاسية في أوزبكستان.
  - فوز محمد بخاري على منافسه الرئيس الحالي غودلاك جوناثان في الانتخابات الرئاسية في نيجيريا.
- 2018 - مقتل 16 وإصابة أكثر من 1,400 مواطن فلسطيني أثناء إحياء ذكرى يوم الأرض الفلسطيني.
- 2019 - فوز زوزانا تشابوتوفا بالانتخابات الرئاسيَّة السلوڤاكيَّة بعدما حصدت 58.41% من الأصوات، لِتُصبح بِذلك أوَّل امرأة تتولَّى هذا المنصب في سلوڤاكيا، وأصغر رؤساء تلك الدولة حتَّى هذا التاريخ.
- 2022 - الرئيس التونسي قيس سعيد يعلن حل مجلس نواب الشعب بعد أكثر من 8 أشهر على تعليق اختصاصاته.

## مواليد
- 1135 - موسى بن ميمون، حاخام يهودي من قرطبة.
- 1432 - محمد الفاتح، سابع سلاطين الدولة العثمانية.
- 1746 - فرانشيسكو جويا، رسام إسباني.
- 1844 - بول فرلان، شاعر فرنسي.
- 1853 - فينسنت فان غوخ، رسام هولندي.
- 1910 - خير الله طلفاح خال صدام حسين.
- 1957 - بول ريزر، ممثل أمريكي.
- 1964 - تريسي شابمان، مغنية أمريكية.
- 1968 - سيلين ديون، مغنية كندية.
- 1973 - يان كولر، لاعب كرة قدم تشيكي.
- 1976 - أياكو كاواسمي، ممثلة أداء صوتي يابانية.
- 1977 - هشام إسماعيل، ممثل مصري.
- 1980 - ريكاردو أوسوريو، لاعب كرة قدم مكسيكي.
- 1983 - جيرمي أليادير، لاعب كرة قدم فرنسي.
- 1984 - ماريو أنشيك، لاعب كرة مضرب كرواتي.
- 1986 - سيرجيو راموس، لاعب كرة قدم إسباني.
- 1989 - أمل العوضي، مذيعة وممثلة كويتية.

## وفيات
- 1180 - المستضيء بأمر الله، خليفة عباسي.
- 1190 - يوسف بن نفيس، شاعر عربي عراقي.
- 1842 - إليزابيث لويز فيغ لوبرون، رسامة فرنسية.
- 1933 - سليمان أبو عز الدين، مؤرخ لبناني.
- 1949 - فريدريش بيرغيوس، عالم كيمياء ألماني حاصل على جائزة نوبل في الكيمياء عام 1931.
- 1961 - حسين البروجردي عالم دين وفقيه ومرجع شيعي إيراني.
- 1965 - فيليب هنش، طبيب أمريكي حاصل على جائزة نوبل في الطب عام 1950.
- 1970 - هاينريش برونينغ، مستشار ألمانيا.
- 1971 - حردان التكريتي، نائب رئيس مجلس قيادة الثورة في العراق.
- 1973 - أبو اليقظان، صحفي جزائري ومن رواد الحركة الإصلاحية بالجزائر، ومن أعلام الإباضية بها.
- 1977 - عبد الحليم حافظ، مغني مصري.
- 2002 - الملكة إليزابيث، زوجة الملك جورج السادس ووالدة الملكة إليزابيث الثانية.
- 2003 - مايكل جتير، ممثل أمريكي.
- 2009 - ناجي جبر، ممثل سوري.
- 2011 - عثمان بن سيار، شاعر سعودي.

## أعياد ومناسبات
- يوم الأرض الفلسطيني.
- يوم الأطباء الوطني في الولايات المتحدة.

## وصلات خارجية
- النيويورك تايمز: حدث في مثل هذا اليوم.
- BBC: حدث في مثل هذا اليوم.